# Maurice Wilkes
Maurice Vincent Wilkes (26. červen 1913, Dudley – 29. listopad 2010, Cambridge) byl anglický informatik. Jako druhý v historii, roku 1967, získal prestižní Turingovu cenu za přínos počítačové vědě.

## Život
Vystudoval matematiku na St John's College na Cambridge (1936). Poté zde začal vědecky pracovat, v matematické laboratoři (později zvané spíše computerová). Za války se podílel na vývoji radaru pro armádu, ale zároveň se v té době nadchl pro ideu počítacího stroje dle tezí Johna von Neumanna. Ačkoli laboratoř v Cambridge pracovala na větším stroji (později zvaném EDVAC), Wilkes sám roku 1946 navrhl a zkonstruoval malý a praktický stroj zvaný EDSAC (Electronic Delay Storage Automatic Calculator), ve skutečnosti první programovatelný počítač na světě (tedy počítač s instrukční sadou v elektronické paměti). Fungoval od roku 1949, tedy rok předtím, než byl zprovozněn EDVAC. V roce 1950 také Wilkes a David Wheeler použili EDSAC k řešení diferenciálních rovnic, jež měly řešit problém genových frekvencí (dle studie Ronalda Fishera). Šlo o první využití výpočetní techniky v biologii. Roku 1951 navrhl mikroprogramování, kdy je centrální procesorová jednotka v počítači řízena programem ve vysokorychlostní paměti ROM (Read-Only Memory). To velmi zjednodušilo vývoj procesorů a nastoupilo cestu k dnes běžně užívané řídící paměti (control memory). Prvně byl princip prakticky užit ve Wilkesově počítači EDSAC 2. V 60. letech vyvinul další počítač Titan. Průlomem bylo, že jeho operační systém umožňoval identifikaci uživatele za pomoci hesla, což zvýšilo bezpečnost a tento princip byl posléze zdokonalen v Unixu. Wilkes také jako první přišel s myšlenkou štítků, maker a knihoven, což vydláždilo cestu programovacím jazykům. Byl též průkopníkem víceuživatelského operačního systému. Na konci 60. let se na Cambridge podílel na zkonstruování průlomového stroje Cambridge CAP.